# 酪酸ヘプチル
酪酸ヘプチル（らくさんヘプチル英: heptyl butyrate）は、酪酸エステルの一種。お茶のような甘いグリーン香を持ち、香料などに用いられる。

## 用途
シプレー系、アルデヒド系調合香料に使用され、フルーティ調・グリーン調をもたらす。食品用としてはフルーツ、フローラルないしバイオレット系フレーバーに0.66~2.7ppmほど加えられる。